# SN 2008dr
SN 2008dr – supernowa typu Ia odkryta 28 czerwca 2008 roku w galaktyce NGC 7222. W momencie odkrycia miała maksymalną jasność 16,80m.